# Хиброн (Кентаки)
Хиброн (енгл. Hebron) насељено је место без административног статуса у америчкој савезној држави Кентаки.

## Демографија
По попису из 2010. године број становника је 5.929.
| Група             | 2000.    | 2010.         |
| Белци             | 0 (0,0%) | 5.394 (91,0%) |
| Афроамериканци    | 0 (0,0%) | 170 (2,9%)    |
| Азијати           | 0 (0,0%) | 37 (0,6%)     |
| Хиспаноамериканци | 0 (0,0%) | 205 (3,5%)    |
| Укупно            | 0        | 5.929         |